# Juan Carlos Vera Plasencia
Juan Carlos Vera Plasencia MSC (ur. 25 czerwca 1961 w Trujillo) – peruwiański duchowny rzymskokatolicki, od 2014 ordynariusz polowy Peru.

## Życiorys
Święcenia kapłańskie przyjął 22 lipca 1988 w zgromadzeniu Misjonarzy Najśw. Serca Jezusowego. Przez dwa lata pracował jako wikariusz w Puquio, a następnie został wychowawcą i ekonomem zakonnego seminarium (od 1993 był jego rektorem). Pracował też w nowicjacie zakonnym na Dominikanie. W 2002 wybrany przełożonym regionalnym zakonu.
18 czerwca 2005 został mianowany prałatem terytorialnym Caravelí. Sakry biskupiej udzielił mu 28 sierpnia 2005 bp Norbert Strotmann.
16 lipca 2014 otrzymał nominację na biskupa polowego Peru, zaś 13 września 2014 kanonicznie objął urząd.